# تک‌سو
تک‌سو (Monotropa) سرده‌ای از گیاهان علفی چندسالهٔ بدون سبزینه است. این سرده دو گونه دارد.
تک‌سو پیش از این در تیره تک‌سوئیان (Monotropaceae) دسته‌بندی می‌شد اما امروزه در تیره خلنگیان (Ericaceae) قرار داده شده‌است. تک‌سوها بومی مناطق معتدل نیم‌کره شمالی‌اند اما به طور کل گیاهانی کمیاب هستند.
گونه‌ها:
- چپق هلندی (Monotropa hypopitys)
- چپق هندی (Monotropa uniflora)